# Drosophila arawakana
Drosophila arawakana este o specie de muște din genul Drosophila, familia Drosophilidae, descrisă de Heed în anul 1962. Conform Catalogue of Life specia Drosophila arawakana nu are subspecii cunoscute.